# 清水ひろみ
清水 ひろみ（しみず ひろみ）は、日本のジャズ歌手。

## 人物・来歴
福岡県生まれ、大阪府在住。
2004年2月、カナダ大使館後援による日本カナダ外交記念ライブに、ロン・ディヴィス（ピアノ）・トリオと出演する。
2006年に『ヒロミ・アズ・イズ・イン・ニューヨーク / 月光のいたずら』、2011年に『ラブレターズ・フロム・ニューヨーク』でケニー・バロンと共演。
2008年『ワルツ・テンダリー』、2010年『ライブ・アット・ジャズ・オン・トップ』でドン・フリードマンと共演。

## ディスコグラフィ

### アルバム
- 『スマイル』 (2004年) ※with 多田恵美子トリオ
- 『ラウンド・ミッドナイト』 (2005年) ※with 多田恵美子カルテット
- 『ヒロミ・アズ・イズ・イン・ニューヨーク / 月光のいたずら』 (2006年) ※with ケニー・バロン・トリオ
- 『ワルツ・テンダリー』 (2008年) ※with ドン・フリードマン
- 『ライブ・アット・ジャズ・オン・トップ』 (2010年) ※with ドン・フリードマン・トリオ
- 『ラブレターズ・フロム・ニューヨーク』 (2011年) ※with ケニー・バロン、里見紀子
- 『チアーズ・フォー・ティアーズ』 (2014年) ※スプラッシュ・ディーバ名義
- 『フローム・ヒア・トゥ・ザ・ブルースカイ』 (2019年) ※スカイゲート名義